# Adikarso
Adikarso (ur. 25 czerwca 1924 w Jember, zm. 20 czerwca 1987
) – indonezyjski piosenkarz i kompozytor.
Jego utwór „Papaja Cha Cha” został sklasyfikowany na 142. pozycji w zestawieniu 150 indonezyjskich utworów wszech czasów, ogłoszonym na łamach miejscowego wydania magazynu „Rolling Stone”.